# Metronom
 Ikke at forveksle med Metronome.
En metronom signalerer taktslag enten med lyd eller lys. Tempoet angives i enheden slag pr. minut. 
De første metronomer, der blev lavet var mekaniske og denne type bruges endnu. I en mekanisk metronom er der et pendul, hvis længde kan reguleres, så svingningstiden ændres. Når pendulet er i yderpositionerne, rammes den faste del af metronomen, så der høres en lyd. På pendulet er markeret en skala, som viser tempoet i slag pr minut.
En elektronisk metronom har en indbygget oscillatorfunktion med variabel frekvens. Ofte kan man vælge om taktslag skal markeres med lyd, lys eller begge dele. Nogle modeller har en visningsenhed, som viser det aktuelle tempo.
- Wikimedia Commons har flere filer relateret til Metronom

| Musik | Spire Denne musikartikel er en spire som bør udbygges. Du er velkommen til at hjælpe Wikipedia ved at udvide den. |